# 後藤心平
後藤 心平（ごとう しんぺい、1974年1月28日 - ）は、大学教授で元アナウンサー。
宮城県仙台市出身。東北大学大学院情報科学研究科博士課程前期、後期を修了し、博士（情報科学）を取得。
宮崎放送でアナウンサー、福岡のCROSS FM、神戸のKiss FM KOBEを経て一旦帰郷し、仙台のエフエム仙台でパーソナリティを務めたのち、2017年4月よりテレビ山口に勤務。2021年3月に同局を退職後、同4月に広島経済大学准教授に着任。主な専門分野はメディア・リテラシー論。2025年4月から同大学教授。

## 経歴
学生時代はバンドのボーカル兼ベースを担当し、地元の仙台や東京、横浜、大阪のライブハウスなどでライブを行う。この時期に何度かラジオ番組にゲスト出演した事がきっかけで、ラジオDJを目指すようになった。なお、大学4年の時、関西のラジオ局のDJオーディションに合格し、リクエスト番組のDJを1年間経験している。
大阪芸術大学芸術学部を卒業し、1997年4月に宮崎放送にアナウンサーとして入社。報道系の番組を担当したことがきかっけで興味を持ったメディアの研究をするために大学院進学を目指し2004年4月に退職。勉強の傍ら、福岡のJFL系のFM局 CROSS FMの「TENJIN APRES-MIDI」でフリーとしてデビューし「KYUSHU, MORNING PRESS」「morning gate」などCROSS FMの歴代の朝のワイドショーや神戸のKiss-FM KOBEでもカウントダウン番組などのDJを担当。このほか、スカパーのJリーグ中継での実況、福岡県内の高校や大学、企業での講演などを行う。
2010年3月に、東北大学大学院情報科学研究科博士課程前期（マスター）に進学。2012年3月に修了し、同年4月に博士課程後期（ドクター）に進学。宮城教育大学や東北大学で非常勤講師を務めながら、学会での研究発表や論文執筆を続けていた。
一方、2011年3月に発生した東日本大震災に絡み、国連嘱託職員として1年間、被災地支援事業のコーディネーターを務め、NHK仙台放送局やエフエム仙台より声を掛けられ番組を担当。2014年にエフエム仙台にアナウンサーとして入社し、DJやプロデューサーとして勤務。2017年4月にテレビ山口に入社し、夕方ニュースのメインキャスターを務めた。
2019年9月に博士号（情報科学）を取得し、2021年4月に広島経済大学メディアビジネス学部メディアビジネス学科准教授として着任した。2025年4月より、同大の教授。

## 出演番組

### 現在
- なし

### テレビ山口
- tysニュースタイム（月～金＝2017年9月～2020年7月、月～水＝2020年7月～9月）キャスター[2]。
- ちぐスマ!（木、金=2020年7月～9月）
- mix（取材リポート、ナレーション）
- tysニュース
- ふるさとCM大賞（MC、2018年～2019年）

### Date fm
- FLICK MOTION（月）16:30 - 18:50（2016年10月 - 2017年3月）　2016年10月 - 2017年2月までは火曜も担当
- Crescendo（水‐木）7:30 - 11:00
- とび出せ高校生諸君!（木）20:00 - 20:25／20:30 - 20:55
- 河合塾イトゥーのすてきなコテージ（日）18:00 - 18:30
- Song & BOSS presents Good Music, Good Stories（火）12:30 - 12:55
- コレカラみやぎ（水）11:30 - 11:50

### 宮崎放送時代
- MRTニュースワイド（テレビ）
- MRT生スタ955（テレビ）
- ゴジヤジ（テレビ）
- MRTスーパーヒット20（ラジオ）
- くらしのレーダー（ラジオ）
- DANCE3（MRT Night Train枠）（ラジオ・2003年10月）

### フリー
- TENJIN APRES-MIDI（CROSS FM）
- FRIDAY HIT STREETS（Kiss-FM KOBE）
- COUNT DOWN KOBE（Kiss-FM KOBE）
- KYUSHU,MORNING PRESS（CROSS FM）
- morning gate（CROSS FM）
- What's new SENDAI（Date fm）
- ゴジだっちゃ!（NHK仙台放送局・2012年度プログラムディレクター兼金曜キャスター）
- ピタニュー（広島ホームテレビ・月曜日コメンテーター）

## 著書
- 大人からの進化術（九州大学出版会、2009年 ISBN 978-4-87378-997-2 編著）